# Муртазин, Ирек Минзакиевич
И́рек Минзаки́евич Мурта́зин (род. 5 апреля 1964 года) — советский военнослужащий, затем российский журналист и блогер, политический активист, издатель газеты «Казанские вести» (с сентября 2008 года). С 26 ноября 2009 года по 31 января 2011 года отбывал наказание по приговору Кировского районного суда Казани за клевету и возбуждение ненависти и вражды. После освобождения переехал в Москву, с марта 2011 года — специальный корреспондент «Новой газеты». С 1999 по 2002 год — руководитель пресс-центра Президента Республики Татарстан. Пресс-секретарь Минтимера Шаймиева. С июня по ноябрь 2002 года — председатель ГТРК ,,Татарстан''

## Биография
Родился в селе Богатые Сабы Сабинского района Татарстана. В 1985—1990 годах служил в Вооружённых силах. После увольнения жил в Вологде, работал помощником народного депутата СССР Владимира Лопатина, редактором отдела информации областной газеты «Русский Север», главным редактором городского телеканала «ТВ-7». Изначально, наряду с Лопатиным, входил в команду, которая в ноябре 1991 года выдвинула в губернаторы Вологодской области Николая Подгорнова, но впоследствии перешёл в жёсткую оппозицию к нему. В результате конфликта покинул регион. В 1995—2003 году работал в Казани: был заместителем главного редактора газеты «Молодёжь Татарстана», руководил корпунктом ВГТРК, пресс-центром президента Татарстана, был председателем ГТРК «Татарстан». Награждён Республиканской премией для журналистов Татарстана ,, Хрустальное перо''. В июне 2002 года Указом Президента РТ - Шаймиева М. Ш, назначен на должность Председателя ГТРК ,,Татарстан''.  В сентябре 2002 года подал в отставку с поста Председателя ,,ГТРК Татарстан'', однако Президент РТ - Минтимер Шаймиев отставку не принял.
24 октября 2002 года, когда в Москве происходил террористический акт на Дубровке, в эфире телерадиокомпании «Татарстан» Муртазин провёл передачу, в которой приняли участие представители татарских националистических организаций. Во время этой передачи некоторые из гостей передачи выражали сочувствие боевикам и обвинили в теракте не боевиков, а российское руководство. Сам Муртазин отмечал, что происходящее на Дубровке похоже на «акт отчаяния людей, которые хотят заставить федеральный центр сесть за стол переговоров». Через полтора месяца после этой программы Муртазин уволился с должности председателя ГТРК «Татарстан».. Лишь в 2003 году, во многом благодаря этому случаю, были выделены деньги на финансирование телекомпании. 22 декабря 2004 года Федеральное Унитарное Предприятие ВГТРК приняло решение о создании филиала в Республике Татарстане. В 2005 году ГТРК ,,Татарстан'', становится филиалом ВГТРК, и была ликвидирована указом Президента Татарстана. Оркестр ГТРК ,, Татарстан'', который обеспечивал музыкальное сопровождение телевизионных концертов, перешёл в подчинение Министерству Культуры РТ.
В 2003—2005 годах руководил корпунктом ВГТРК в Минске. В 2005—2009 — эксперт Международного института гуманитарно-политических исследований. В 2009—2011 отбывал наказание в колонии-поселении. С 2011 года живёт в Москве, корреспондент «Новой газеты».

### Уголовное преследование
12 сентября 2008 года Ирек Муртазин разместил в своем блоге информацию о том, что президент РТ Минтимер Шаймиев скончался:

Пришла страшная весть…
…на 72-м году жизни, во время отдыха в Турции (в Кемере) скоропостижно скончался Минтимер Шарипович Шаймиев.
Честно говоря — не верится. Точнее, не хочется верить. Потому что, если это правда, то начнется такая свара, такая нешуточная борьба за то, чтобы занять освободившееся кресло, что чубы у холопов будут трещать и вдоль и поперек. И именно из-за подобных перспектив, ближайшее окружение Минтимера Шариповича попытается скрыть эту информацию. Чтобы успеть перегруппироваться (вплоть до скоропостижной эвакуации из страны). Именно поэтому официальная информация, думаю, будет не раньше чем через неделю.

Муртазин был не первым сообщившим об этом, в ЖЖ сообществе kazan за два часа до сообщения Муртазина появилась запись о слухах о смерти Минтимера Шаймиева.
В тот же день пресс-служба главы Татарстана распространила официальное опровержение. Эти слухи вызвали 12 сентября обвал акций компании «Татнефть». 15 сентября 2008 начался обвал рынка всех крупных российских акций, а не только акций Татнефти, так как после 15 сентября 2008 стало ясно, что финансового кризиса не избежать. В том же месяце Следственное управление СКП РФ по Татарстану возбудило уголовное дело по факту распространения в интернете ложных сведений о кончине президента Татарстана, по которому Муртазин проходил в качестве свидетеля.
В декабре 2008 года выяснилось, что ещё 18 сентября Шаймиев подал заявление в Следственный комитет с просьбой привлечь журналиста к ответственности за распространение «заведомо ложных сведений, порочащих его честь и достоинство, подрывающих его репутацию, а также за распространение сведений о его частной жизни, составляющих личную семейную тайну». Однако уголовное дело было возбуждено в отношении «неустановленных лиц». В декабре 2008 года было возбуждено и второе уголовное дело, по которому Муртазин проходил уже в качестве обвиняемого в «возбуждении ненависти либо вражды, а равно унижении человеческого достоинства по признакам принадлежности к какой-либо социальной группе, совершенными публично и с использованием СМИ, с угрозой применения насилия». По мнению следователей, он делал это «с помощью текстов, размещенных в его блоге, книге о Шаймиеве и в выпусках издаваемых им газет». Новое дело следствие объединило с предыдущим. В рамках объединённого уголовного дела с Муртазина была взята подписка о невыезде.
В декабре 2008 года Муртазин подвергся нападению — на автостоянке возле дома. Сообщалось, что двое неизвестных не только избили журналиста битами, но и попытались задушить его полиэтиленовым пакетом, однако не успели, потому что их что-то спугнуло. Кировское РУВД Казани возбудило по данному факту уголовное дело статье «хулиганство, совершенное группой лиц по предварительному сговору с применением предметов».
В августе 2009 года в Кировском райсуде Казани начались слушания по обвинению Муртазина в разжигании социальной розни по отношению к социальной группе «представители власти», клевете, нарушении неприкосновенности частной жизни и унижении человеческого достоинства. Выступивший в суде на слушании дела своего бывшего пресс-секретаря Шаймиев попросил наказать обвиняемого по всей строгости закона. СМИ обратили внимание на высказывание президента о том, что Муртазин в своей книге «Минтимер Шаймиев: последний президент Татарстана» посягнул на власть как на основу государства: «По факту — представители власти есть отдельная социальная группа».
Позднее Ирек Муртазин вспоминал:
Эта история не стоит выеденного яйца хотя бы потому, что вся Казань в тот день об этом говорила. К обеду уже несколько человек написали в ЖЖ, что Шаймиев умер. Только потом у меня в ЖЖ появляется запись: «Пришла страшная весть…» — и так далее. Я оговорился, что в это не хочется верить, и что это, возможно, и неправда. В любом случае это был только повод. В приговоре были собраны мои высказывания про Шаймиева, и на их базе меня обвинили в разжигании социальной розни.
В ноябре 2009 года суд оправдал Муртазина по части 1 статьи 137 УК РФ (нарушение неприкосновенности частной жизни), однако он был признан виновным в клевете (ч.2 ст. 129 УК РФ) и в возбуждении ненависти или вражды по признакам принадлежности к какой-либо социальной группе (ч. 1 ст. 282 УК РФ). Муртазин был приговорен к 1 году 9 месяцам колонии-поселения и взят под стражу в зале суда.
Приговор вызвал большой общественный резонанс, поскольку впервые в российской судебной практике чиновники регионального органа государственной власти были признаны «социальной группой». Это вызвало протесты общественности и правозащитников, позволило объявить данный процесс политическим, а Ирека Муртазина — первым политическим заключённым в новейшей истории Татарстана.
31 января 2011 года судья Менделеевского районного суда Рафис Ахметшин удовлетворил заявление Ирека Муртазина об условно-досрочном освобождении. Заседание суда было выездным и проходило в менделеевской исправительной колонии ИК-10. До окончания срока Муртазину оставалось 7 месяцев. 15 марта 2017 года Европейский суд по правам человека коммуницировал жалобу на приговор 2009 года в отношении журналиста Ирека Муртазина.

## Политическая деятельность
В 2016 году выдвинут кандидатом в депутаты Государственной думы Российской Федерации от партии «Яблоко» по 26 Приволжскому одномандатному избирательному округу, Республика Татарстан, однако, за сокрытие от избирательной комиссии факта судимости за клевету, был снят с выборов решением Верховного суда Татарстана.

## Критика
В феврале 2017 года ряд журналистов, в числе которых были А. Шарий и В. Соловьёв, сообщили о том, что Ирек Муртазин распространял фейковую информацию относительно обстоятельств гибели одного из командиров вооружённых сил ДНР — М. Толстых (позывной «Ги́ви»). Критически относится к Муртазину и его бывший коллега - Ильшат Аминов.